# Gorneni
Gorneni – wieś w Rumunii, w okręgu Giurgiu, w gminie Iepurești. W 2011 roku liczyła 624 mieszkańców.